# اسکار وایت موسکارلا

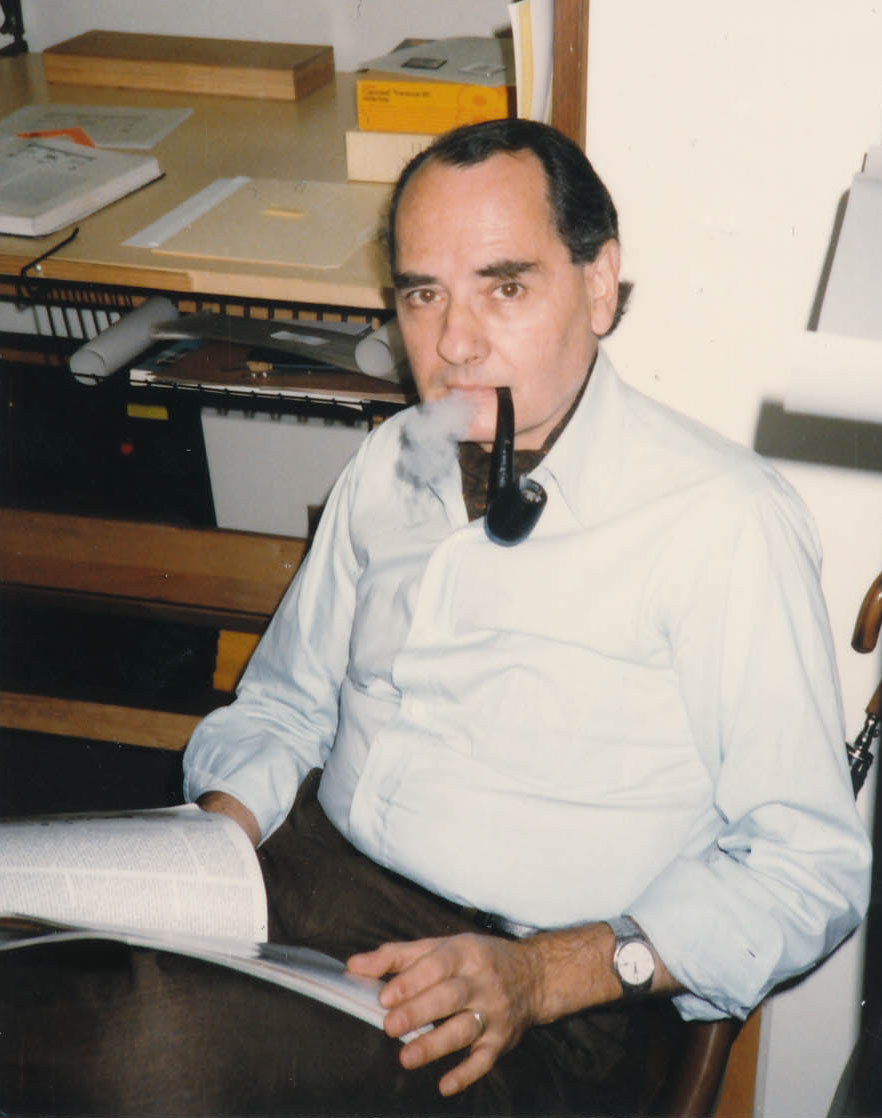
اسکار وایت موسکارلا، باستان‌شناس آمریکایی - ۱۹۸۶

اسکار وایت موسکارلا (به انگلیسی: Oscar White Muscarella) (زادهٔ ٢۶ مارس ۱۹۳۱ نیویورک - درگذشتهٔ ٢٧ نوامبر ٢٠٢٢) باستان‌شناس اهل آمریکا و موزه‌دار پیشین موزه هنر متروپلیتن در نیویورک بود. تخصص او آثار باستانی و هنر باستانی خاور نزدیک بود. او دکترایش را از دانشگاه پنسیلوانیا گرفته‌بود.
موسکارلا مؤلف یکی از کتاب‌ها و منابع باستان‌شناسی سلطه‌گری به نام «دروغی که بزرگ شد: جعل فرهنگ شرق نزدیک باستان» (The Lie Became Great: The Forgery of Ancient Near Eastern Cultures) است. او در این کتاب پرده از آثار شبه‌باستانی فراوانی برمی‌دارد که به ایران و دیگر کشورهای خاورمیانه منتسب شده‌اند.
ترجمه فارسی این کتاب در سال ۱۳۹۸ توسط انتشارات بنیان‌اندیشی شرق میانه منتشر شده است.